# Nicolas Caërels

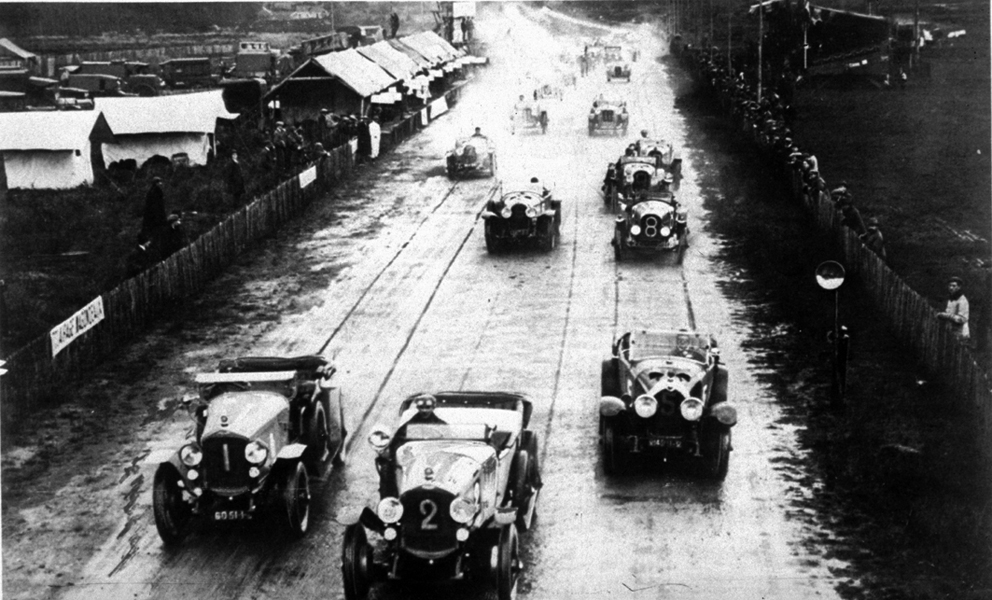
L'Excelsior Albert 1er 5.3 L I6 de Caërels et André Dills, 4e ex æquo et vainqueur de classe 8L. aux premières 24 Heures du Mans 1923 (premier plan, au centre).

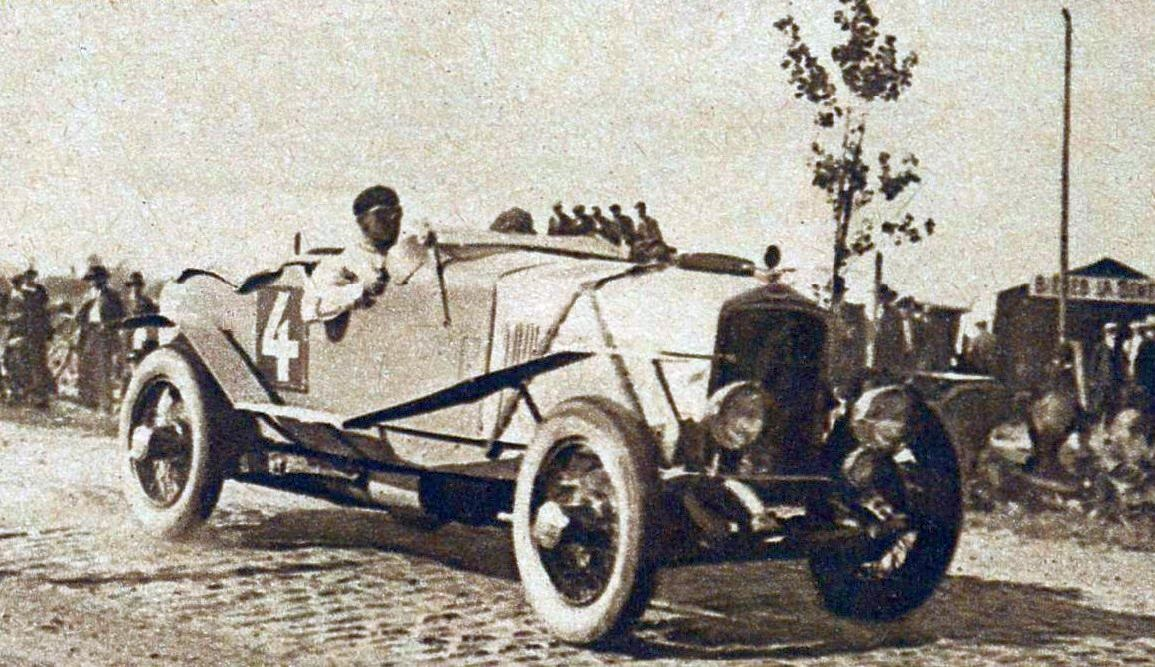
Caërels vainqueur des Routes Pavées en 1926, sur Excelsior.

Nicolas Caërels est un pilote automobile belge de voitures de sport.

## Biographie
Sa carrière au volant en compétition s'étale entre 1923 (première apparition aux premières 24 Heures du Mans) et 1933 (dernière aux 24 Heures de Spa, pour 6 participations dans cette épreuve).
Tout comme André Dills (de), il travaille comme pilote d'essai et chef mécanicien du constructeur belge Compagnie Nationale Excelsior, les deux hommes ayant au préalable été des mécaniciens embarqués avant la Première Guerre mondiale pour leur compatriote Josef Christiaens notamment, en Grand Prix et à l'Indy 500, course dont l'Excelsior termine sixième en 1914.
Coureur exclusif Excelsior jusqu'en 1927, Caerels évolue également à titre privé sur Bugatti T43 en 1928 avec son autre compatriote Josef Delzaert (vainqueur la même année du Grand Prix organisé au Circuit de Thuin avec la voiture), sur Minerva AKS en 1929, et enfin sur une Mistral en 1933.

## Palmarès
- 24 Heures de Spa-Francorchamps 1927 avec Robert Sénéchal, sur Excelsior (en parcourant 2 203 kilomètres);
- Circuit des Routes Pavées 1926, sur Excelsior 5.3L. (à Pont-à-Marcq)[2];
  - 3e du Grand Prix de Guipúzcoa 1925 avec André Dills, sur Excelsior (course Sport à Handicap);
  - 4e (trois ex æquos en tours parcourus, et 6e en distance totale) des 24 Heures du Mans 1923 avec André Dills pour cette première édition de l'épreuve, sur Excelsior Albert Ier 5,3 L. 6 cylindres (vainqueurs de catégorie 8L.);
  - 9e des 24 Heures de Spa 1926, avec Dills (lui-même 2e de l'épreuve en 1927, cette fois avec Jacques Ledure).